# Common Modular Platform
Common Modular Platform (CMP) — автомобильная платформа, выпускаемая подразделением PSA Group с 2018 года. Впервые была представлена на DS 3. Используется для создания автомобилей размерных сегментов B и C.

## Модельный ряд

### CMP
- Citroën C4 III (2020 — настоящее время)[10]
  - Citroën C4 X (2022 — настоящее время)
- Dongfeng Aeolus Yixuan (2019 — настоящее время)[11]
- Dongfeng Aeolus Yixuan GS (2020 — настоящее время)[12]
- DS 3 Crossback (2018 — настоящее время)[13]
- Jeep Avenger (2023 — настоящее время)[14]
- Opel Corsa F (2019 — настоящее время)
- Opel Mokka B (2020 — настоящее время)[15]
- Peugeot 208 II (2019 — настоящее время)[16]
- Peugeot 2008 II (2019 — настоящее время) 
  - Citroen Basalt (для рынка Индии и Южной Америки) (2024 — настоящее время)

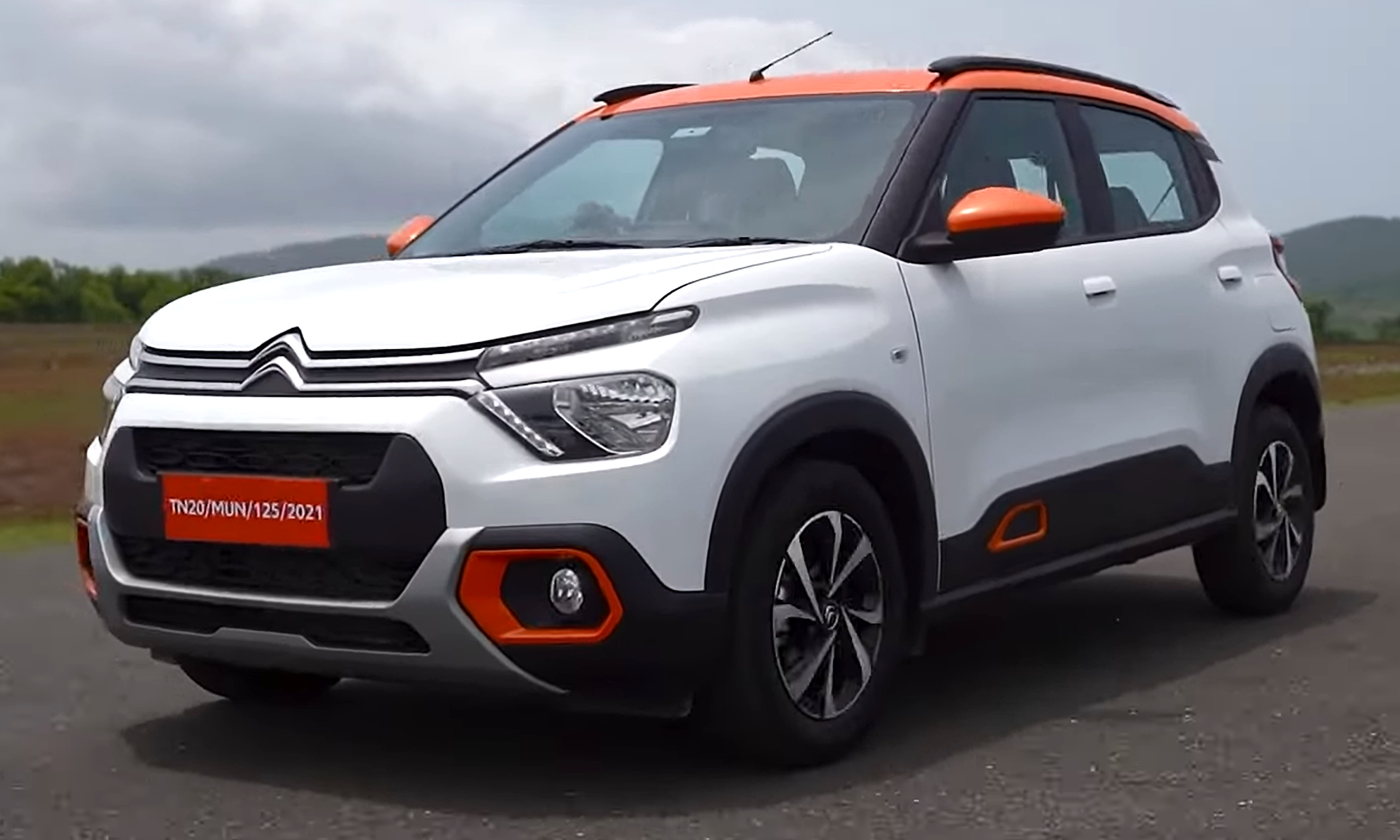
Citroën C3 (CC21)
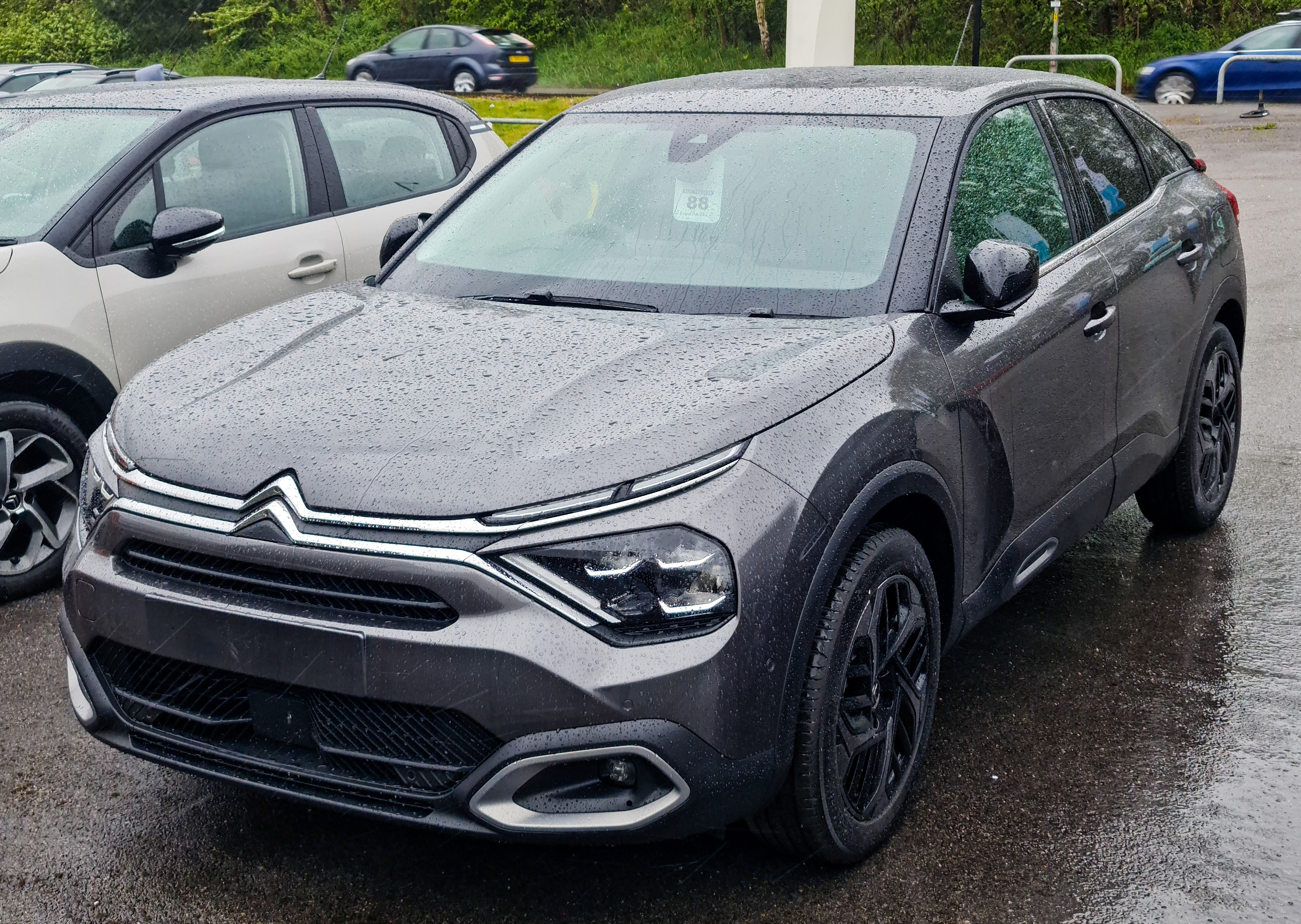
Citroën C4 (III)
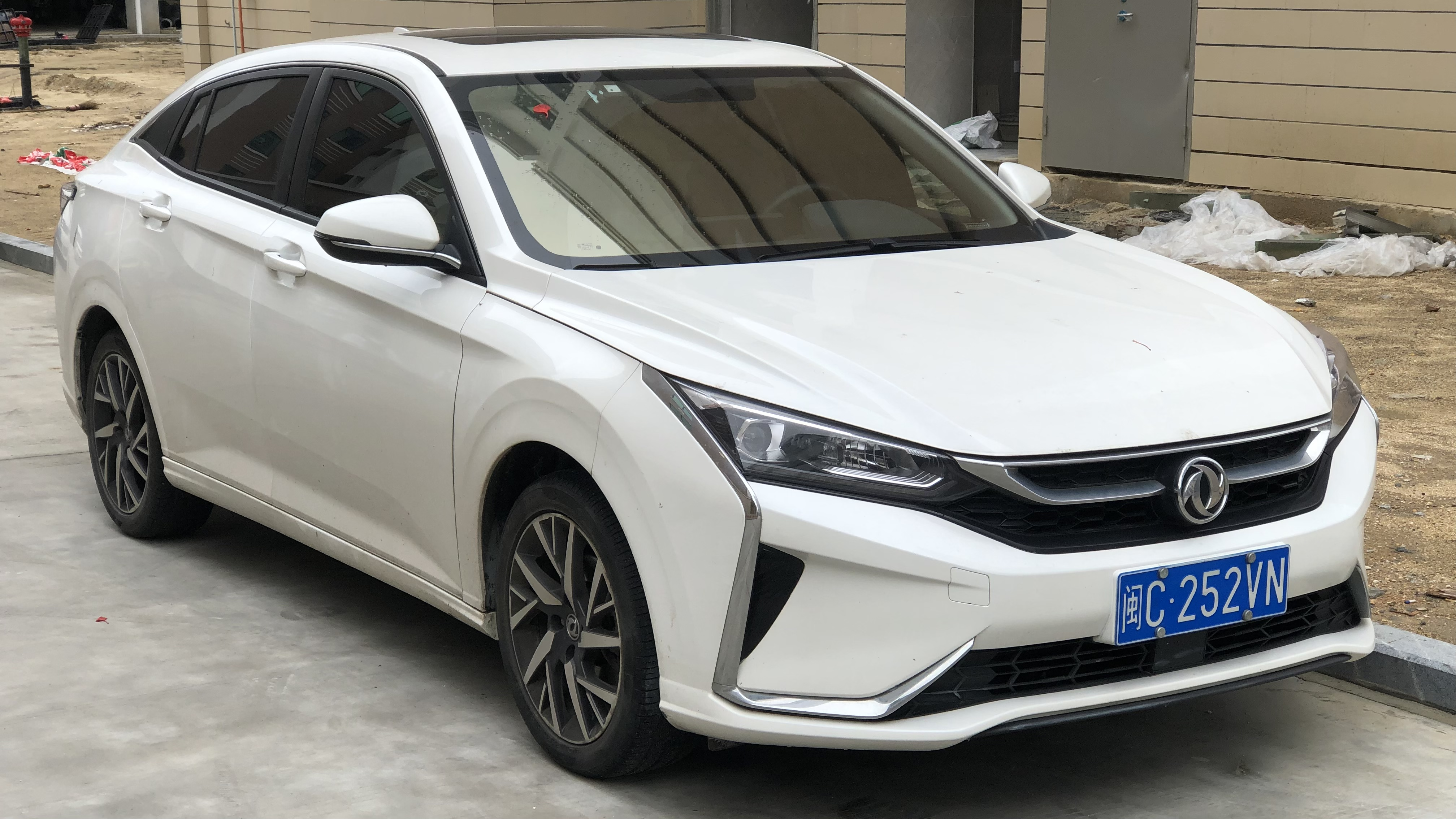
Dongfeng Aeolus Yixuan
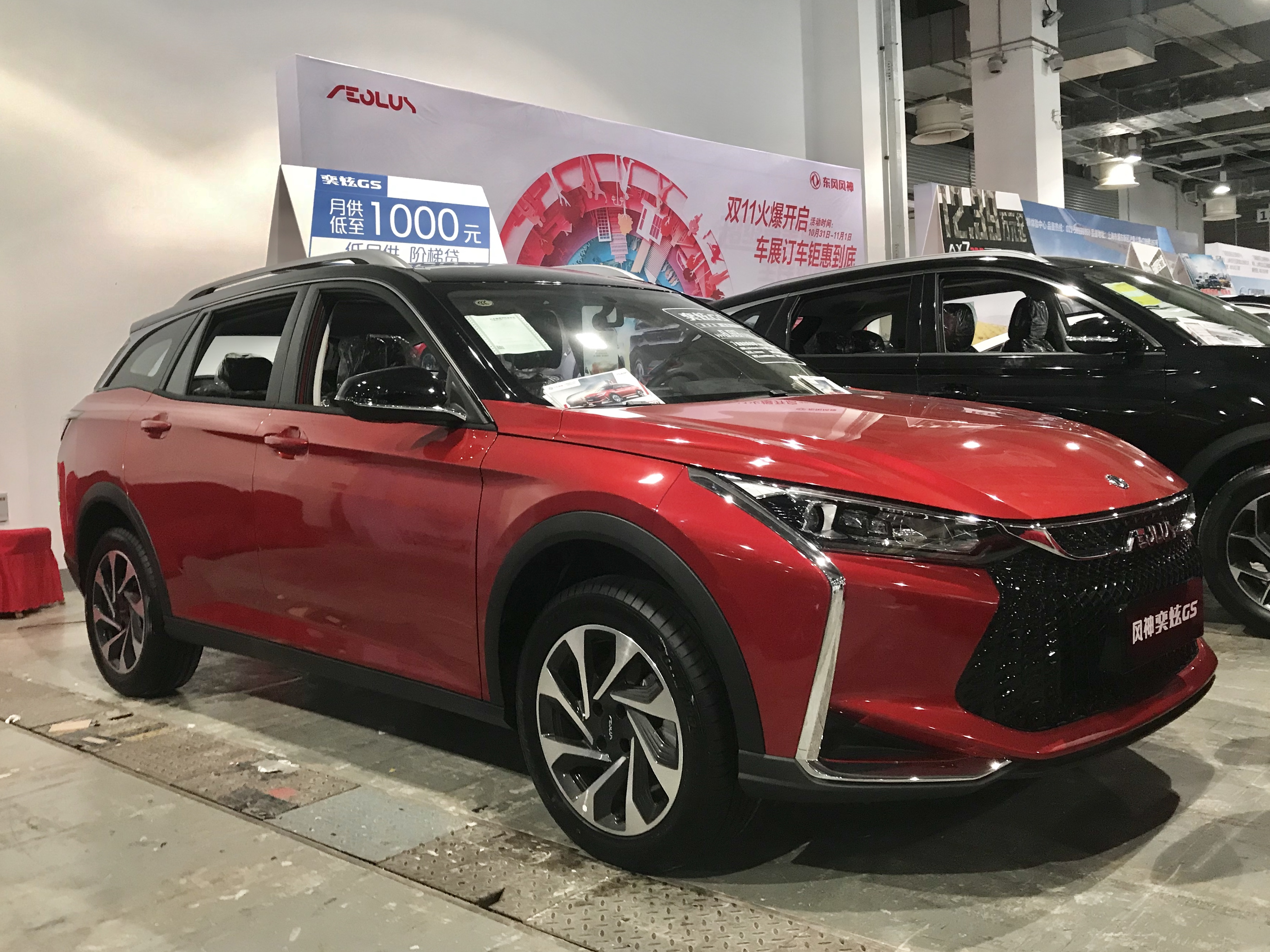
Dongfeng Aeolus Yixuan GS
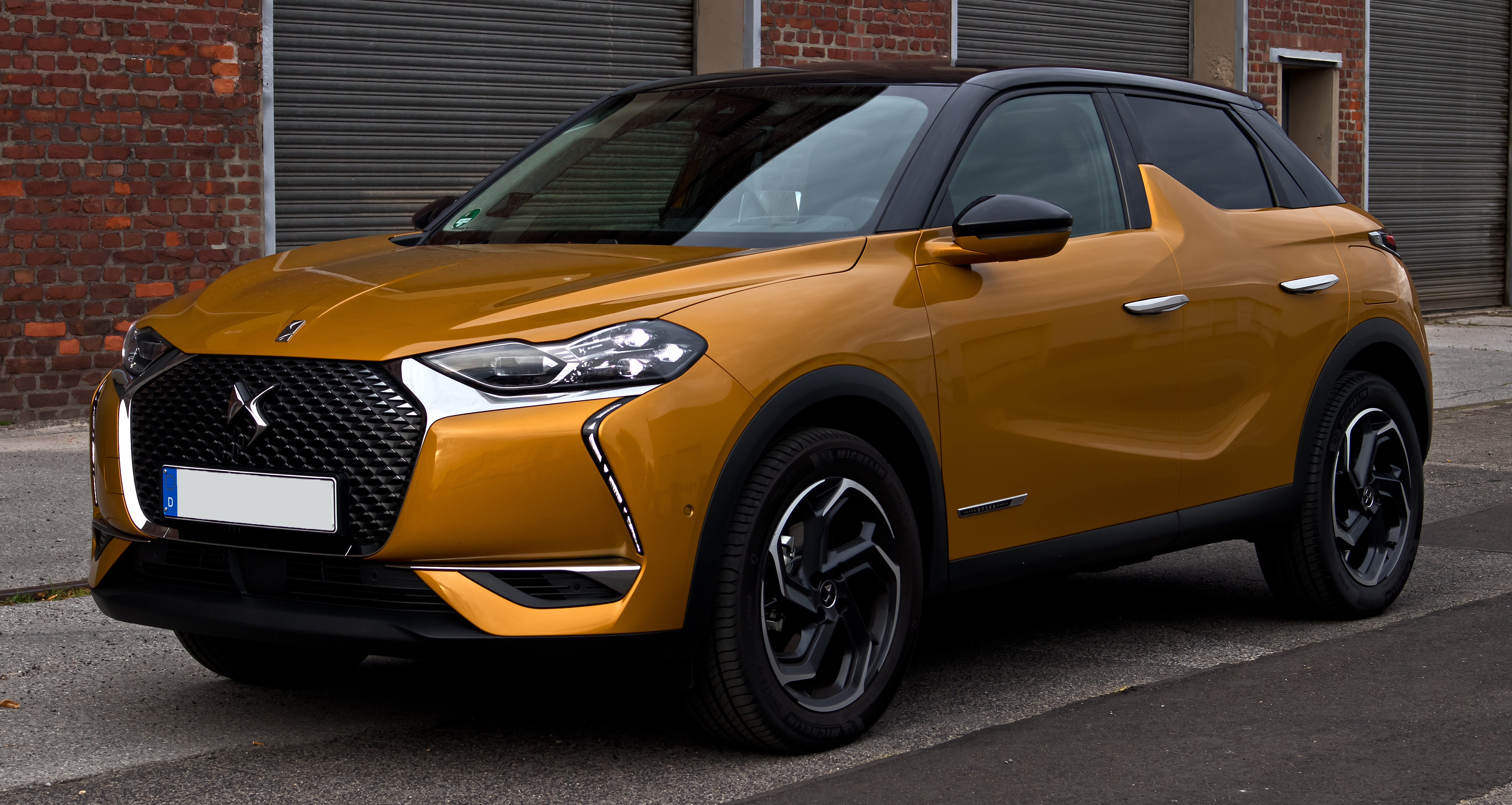
DS 3 Crossback
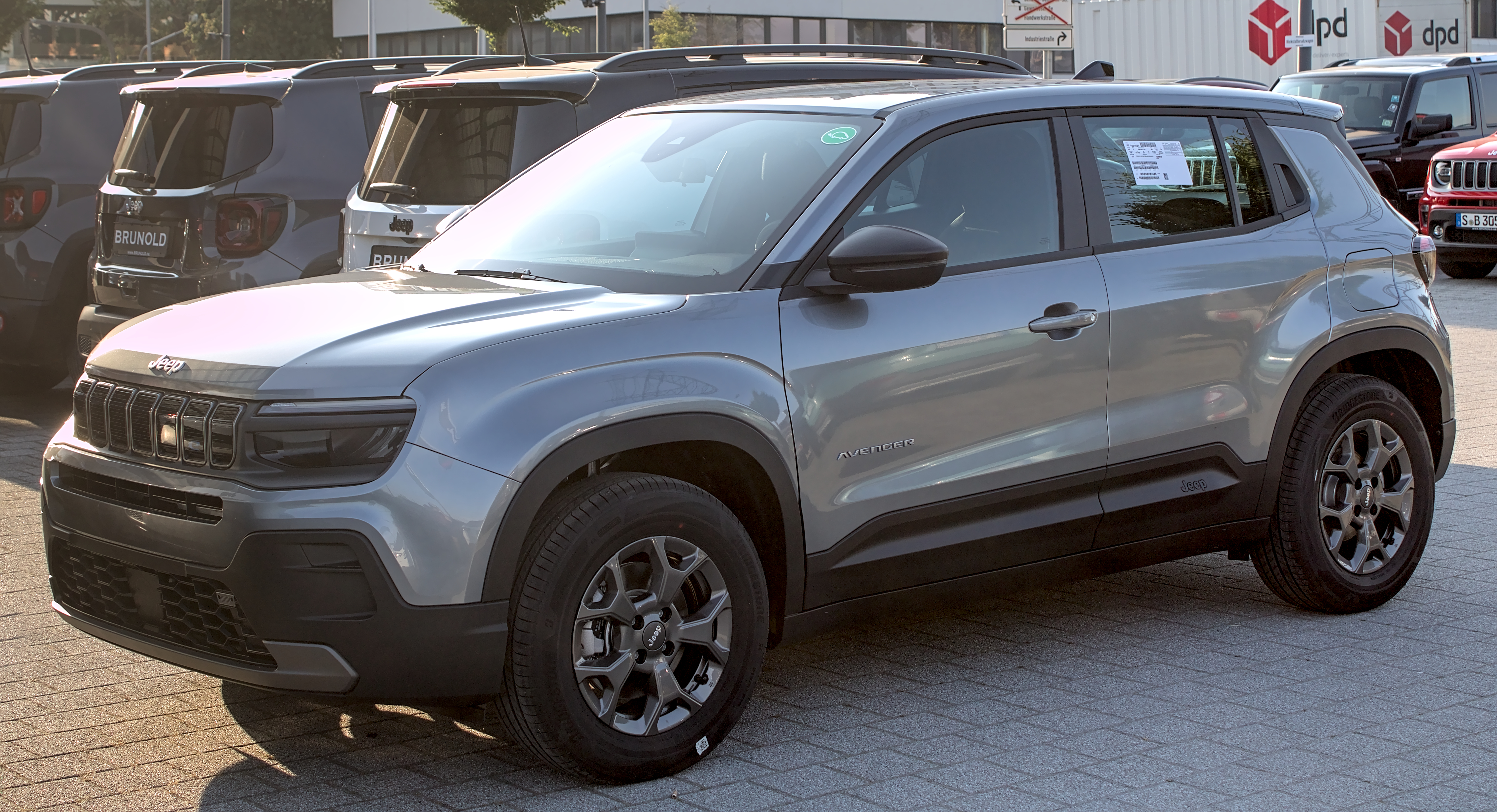
Jeep Avenger
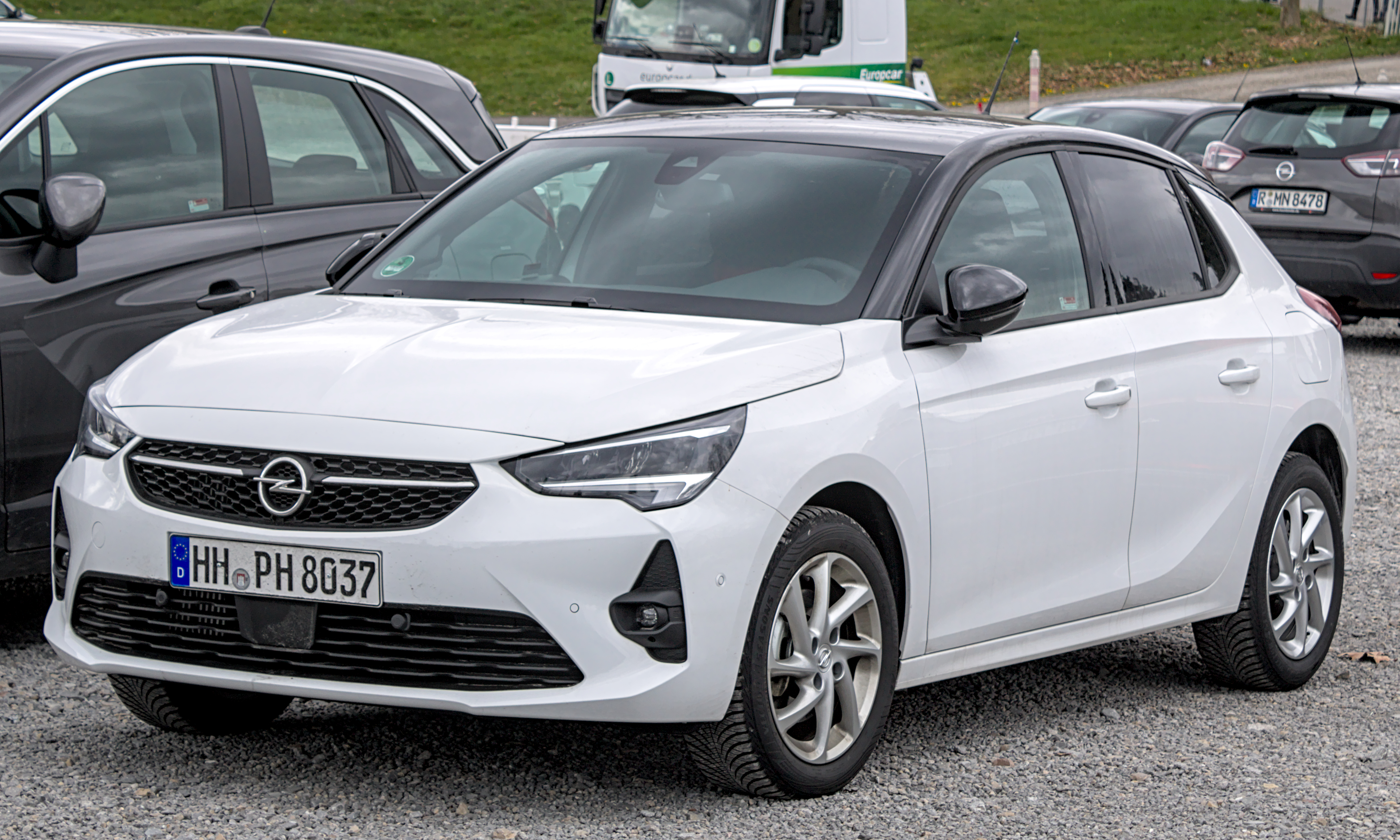
Opel Corsa F
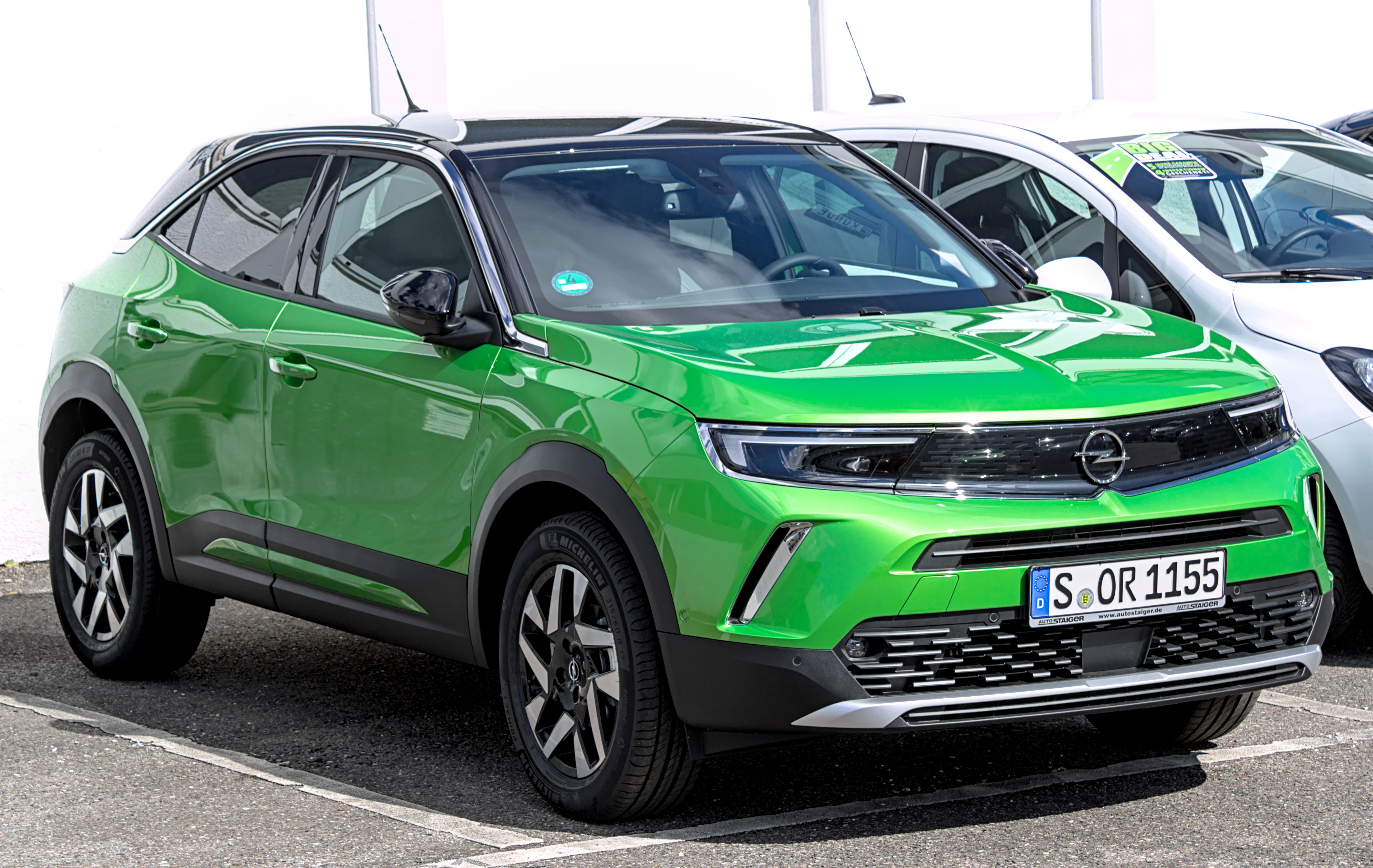
Opel Mokka B
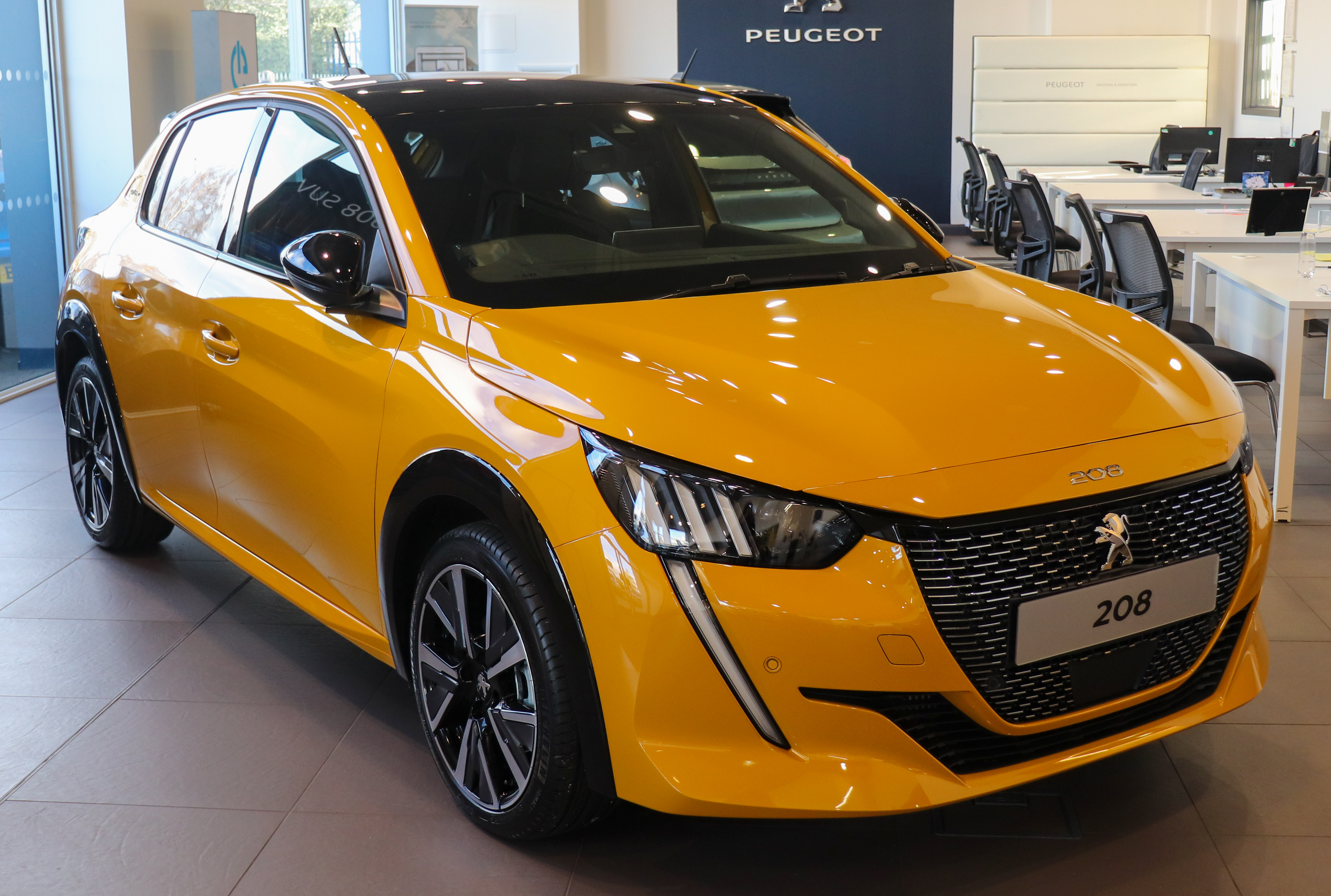
Peugeot 208 B
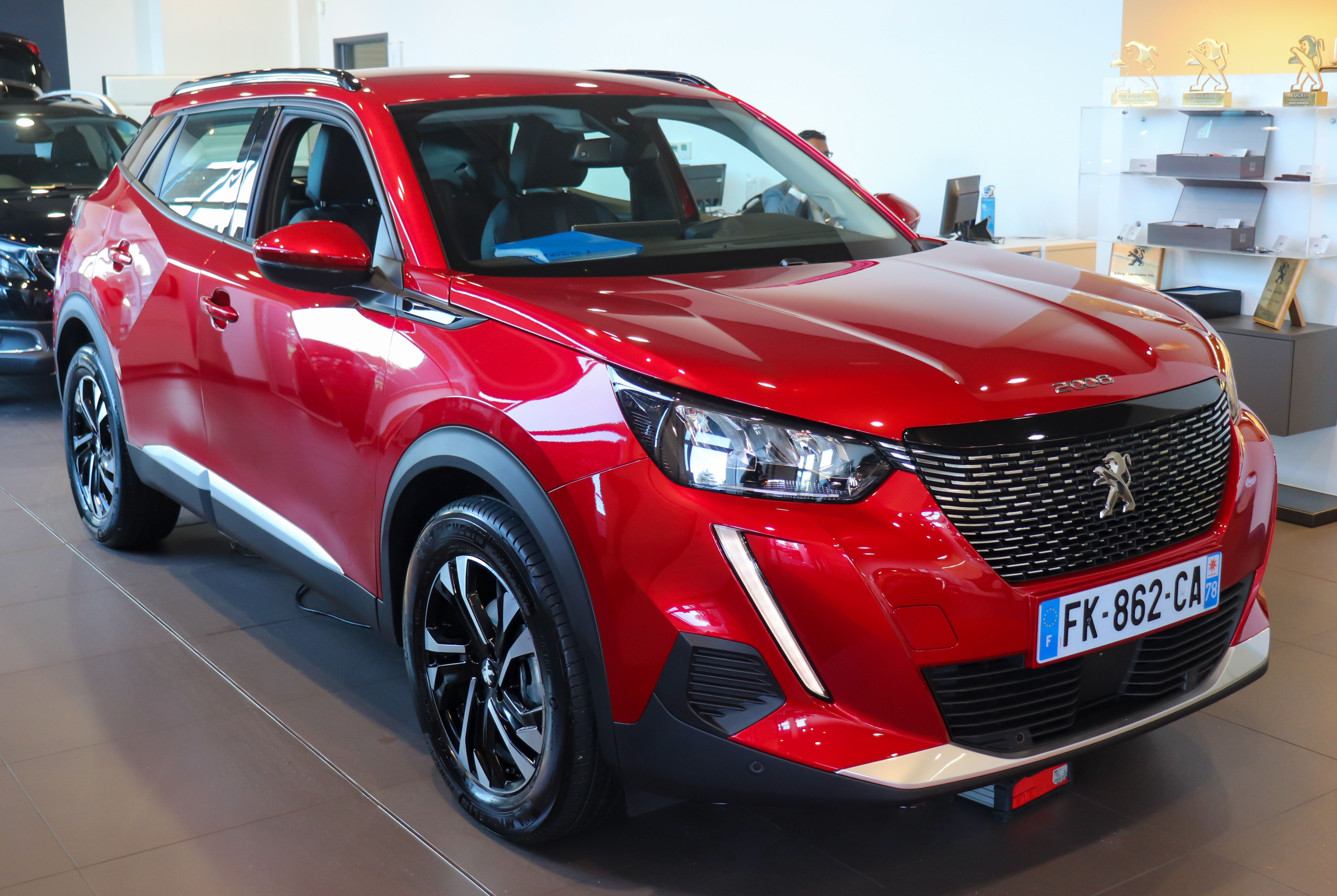
Peugeot 2008 B

### e-CMP
e-CMP — платформа для электромобилей.
- Citroën ë-C4 (2020 — настоящее время)
  - Citroën ë-C4 X (2022 — настоящее время)
- Dongfeng Aeolus Yixuan EV (2019 — настоящее время)
- DS 3 Crossback E-Tense (2019 — настоящее время)
- Opel Corsa-e (2019 — настоящее время)
- Opel Mokka-e (2020 — настоящее время)
- Peugeot e-208 (2020 — настоящее время)[16]
- Peugeot e-2008 (2019 — настоящее время)

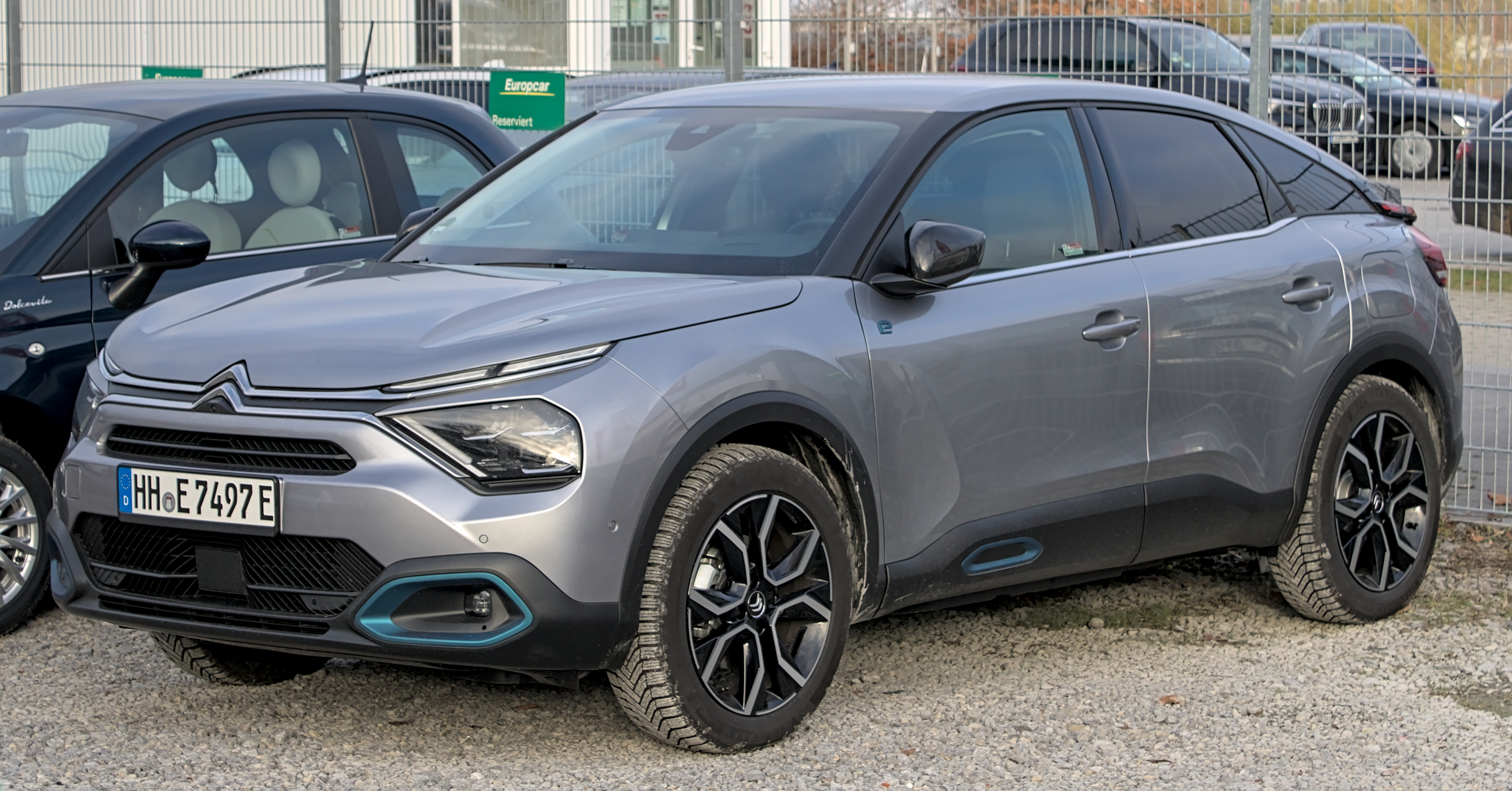
Citroën ë-C4 III
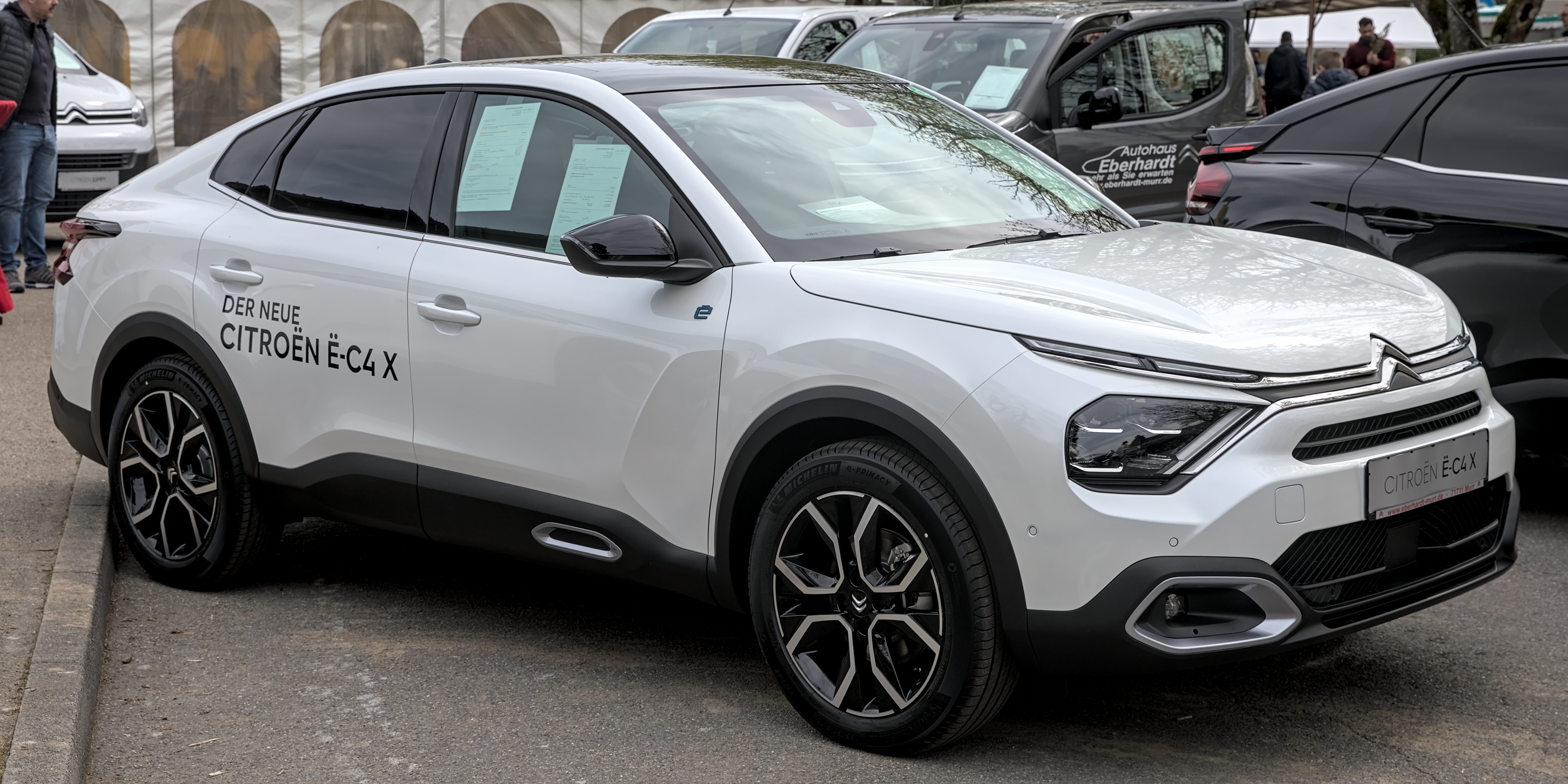
Citroën ë-C4 X
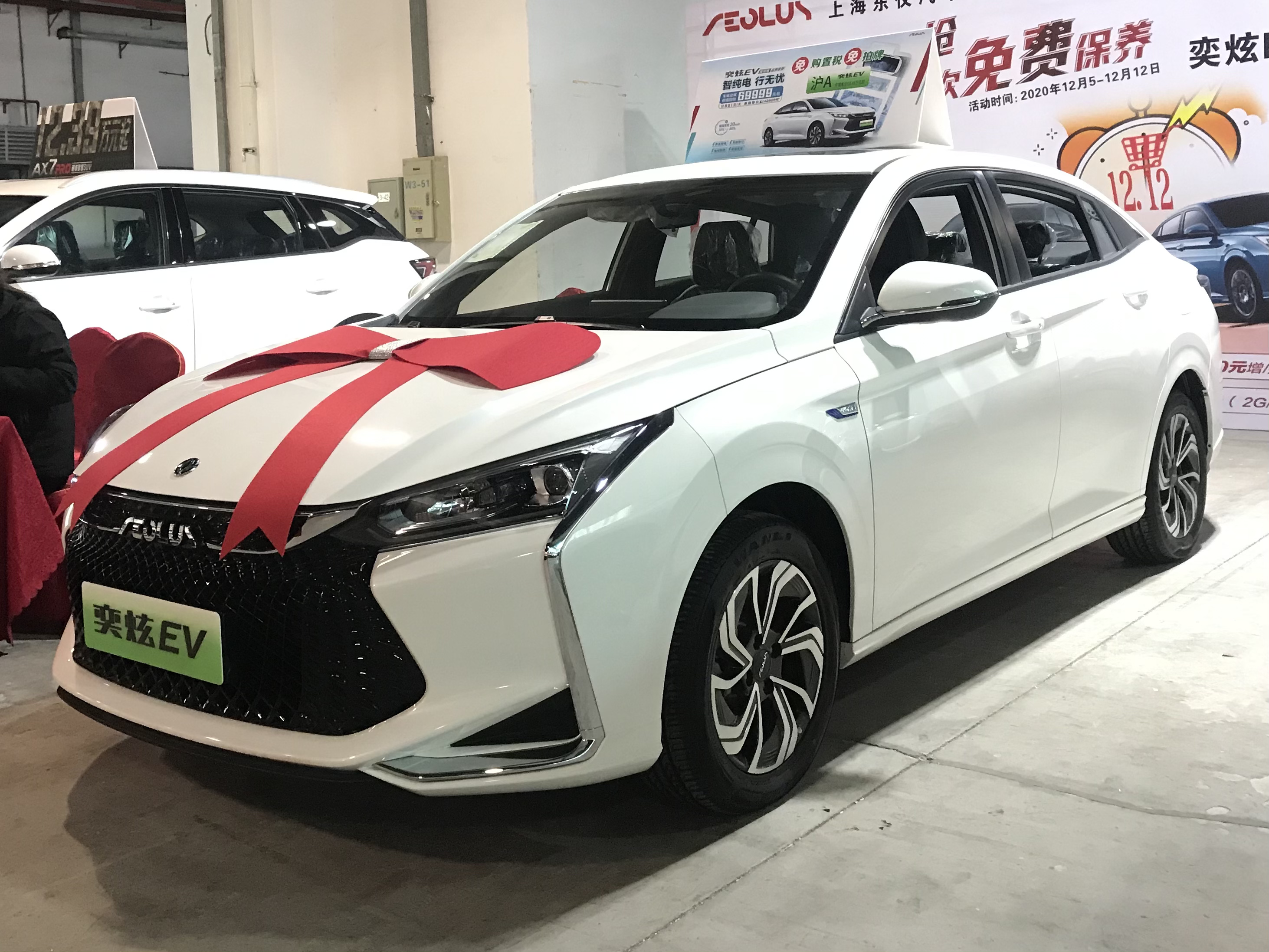
Dongfeng Aeolus Yixuan EV
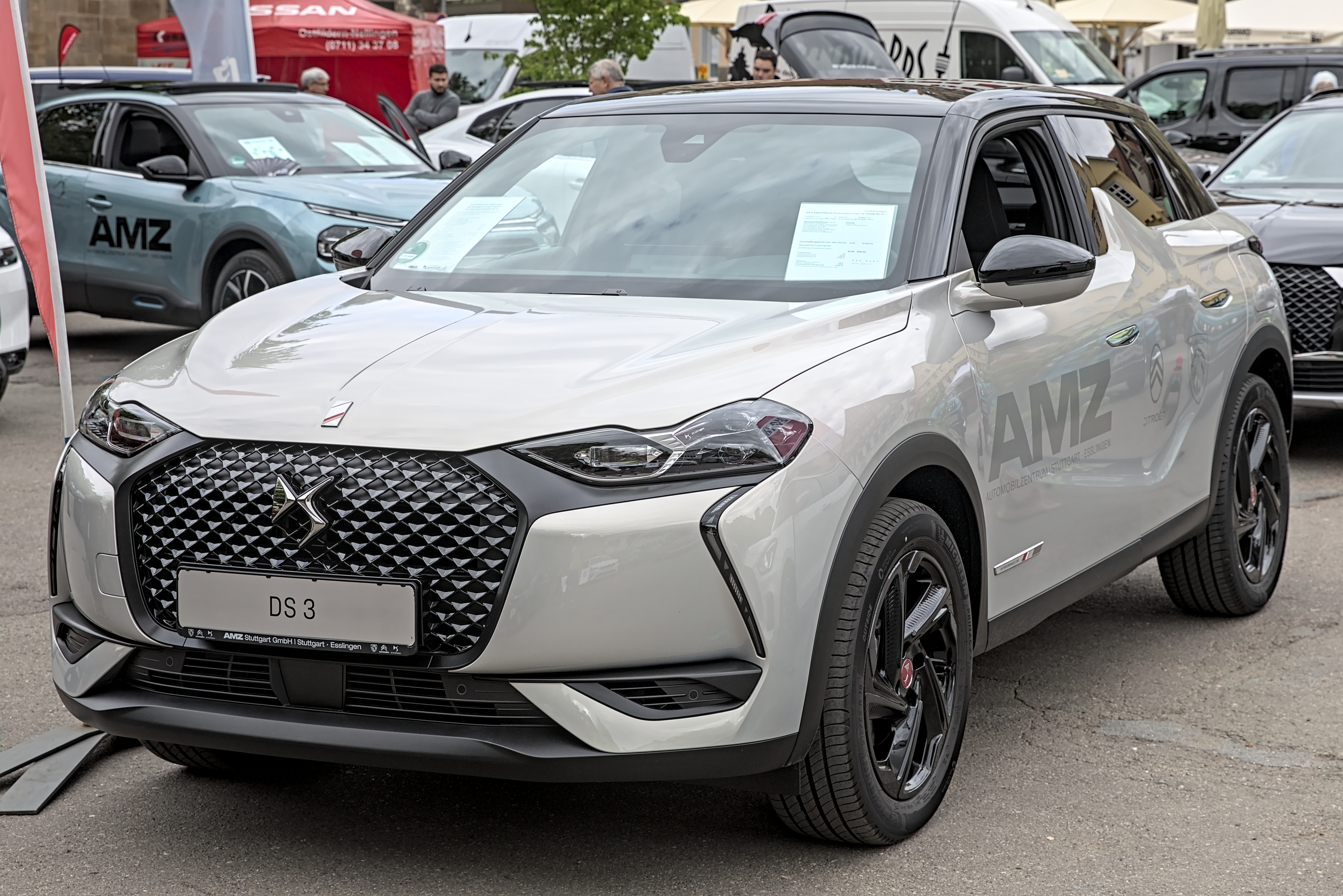
DS 3 Crossback E-Tense
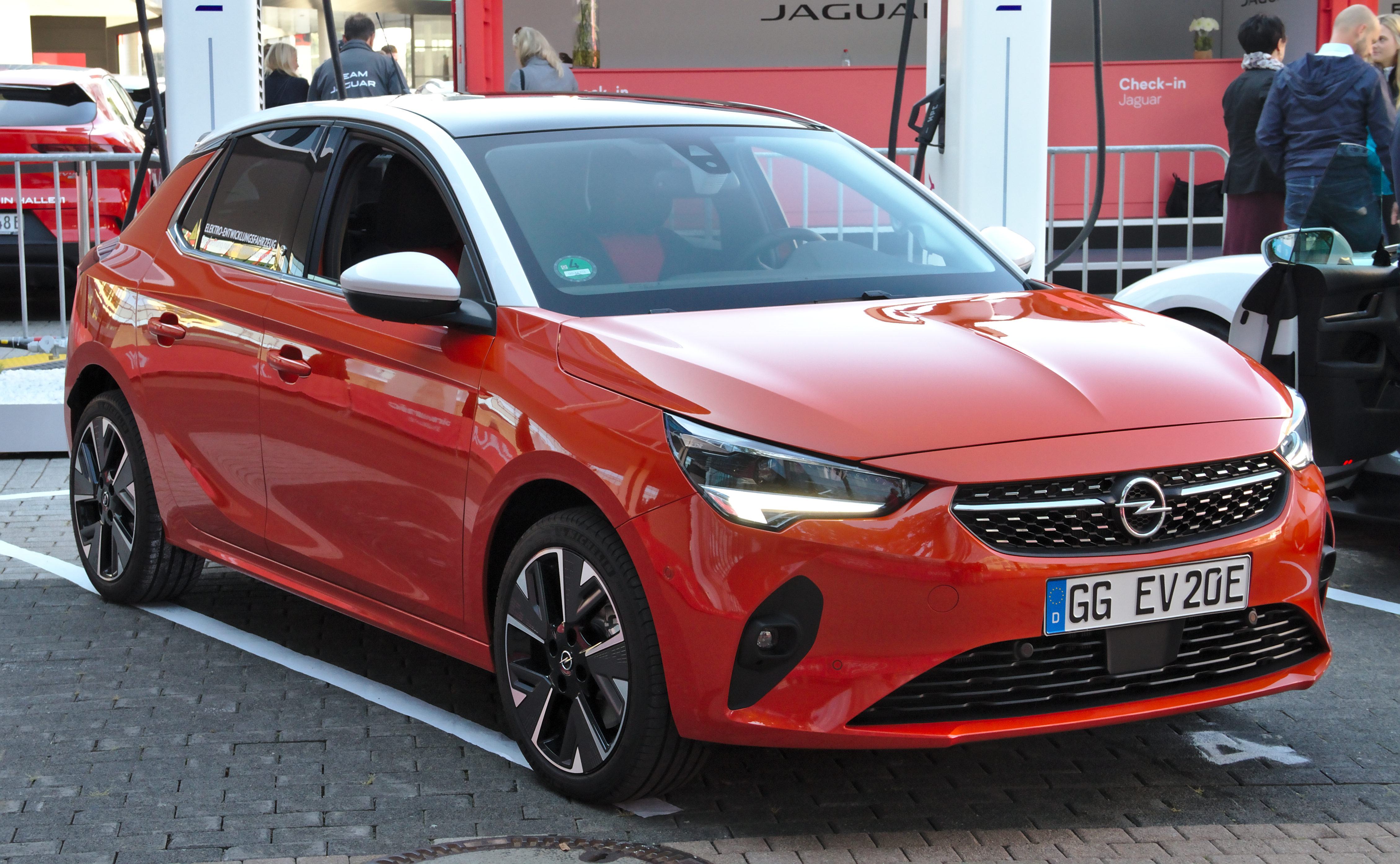
Opel Corsa-e
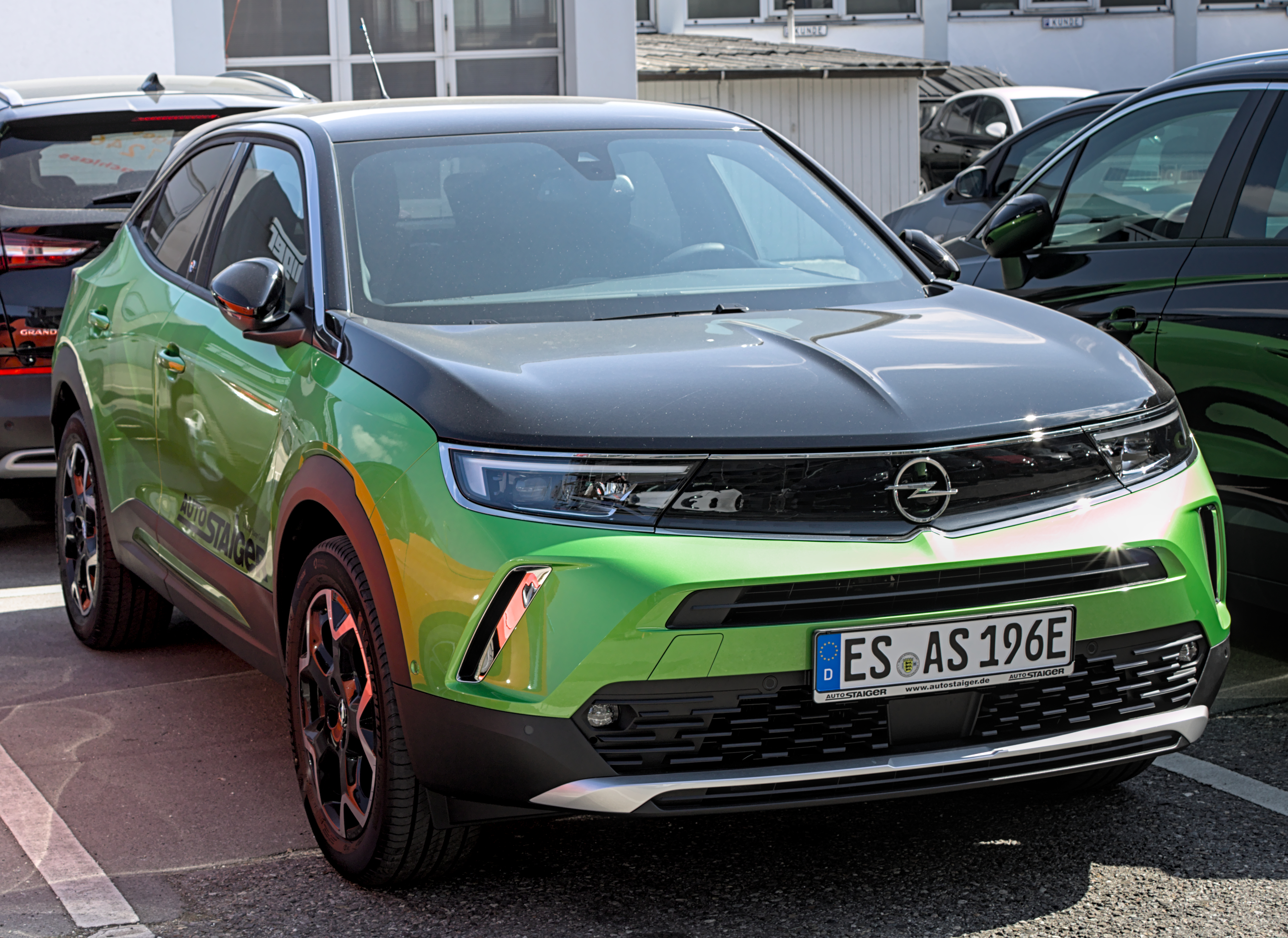
Opel Mokka-e
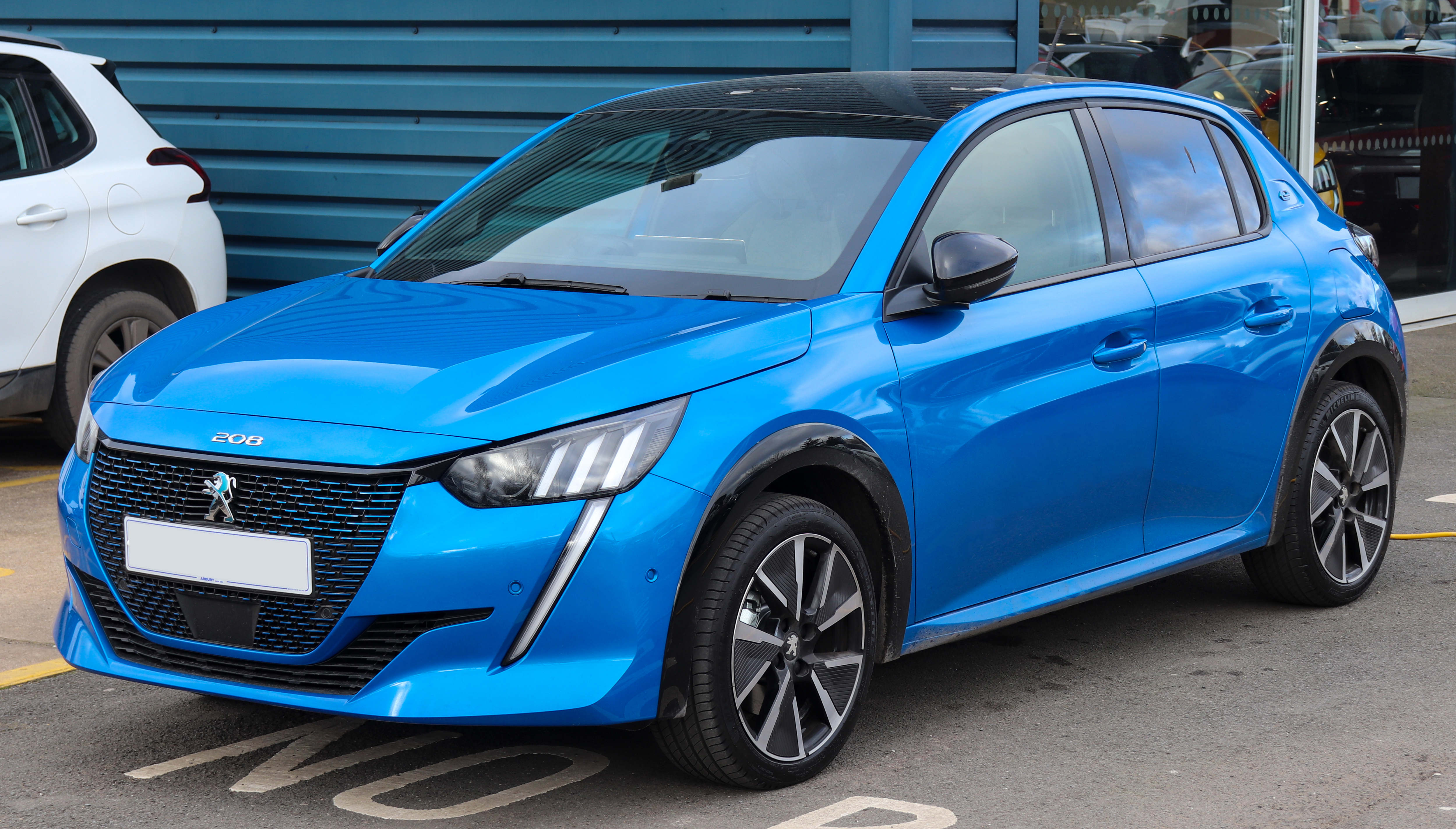
Peugeot e-208
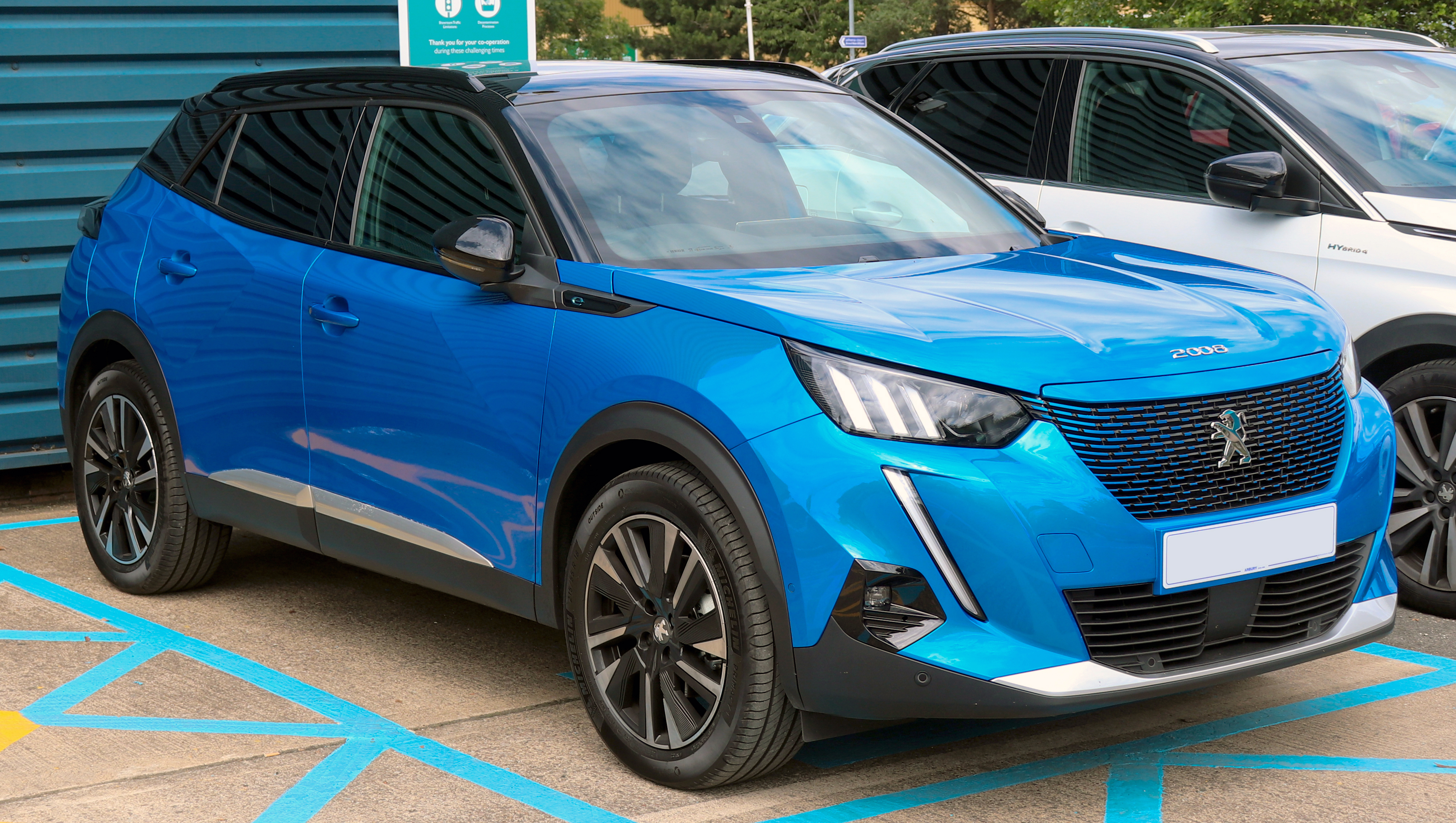
Peugeot e-2008

### Smart Car Platform
- Citroën C3 (CC21) (2022 — настоящее время, Азия, Южная Африка, Латинская Америка)[18][19][20]
- Citroën C3 Aircross (CC24) (2023 — настоящее время, Азия, Южная Африка, Латинская Америка)[21]
- Citroën C3/e-C3 IV (2024, Европа)[22]
- Fiat Panda (2024, Европа)   Opel Frontera (OV24) (2024, Европа)

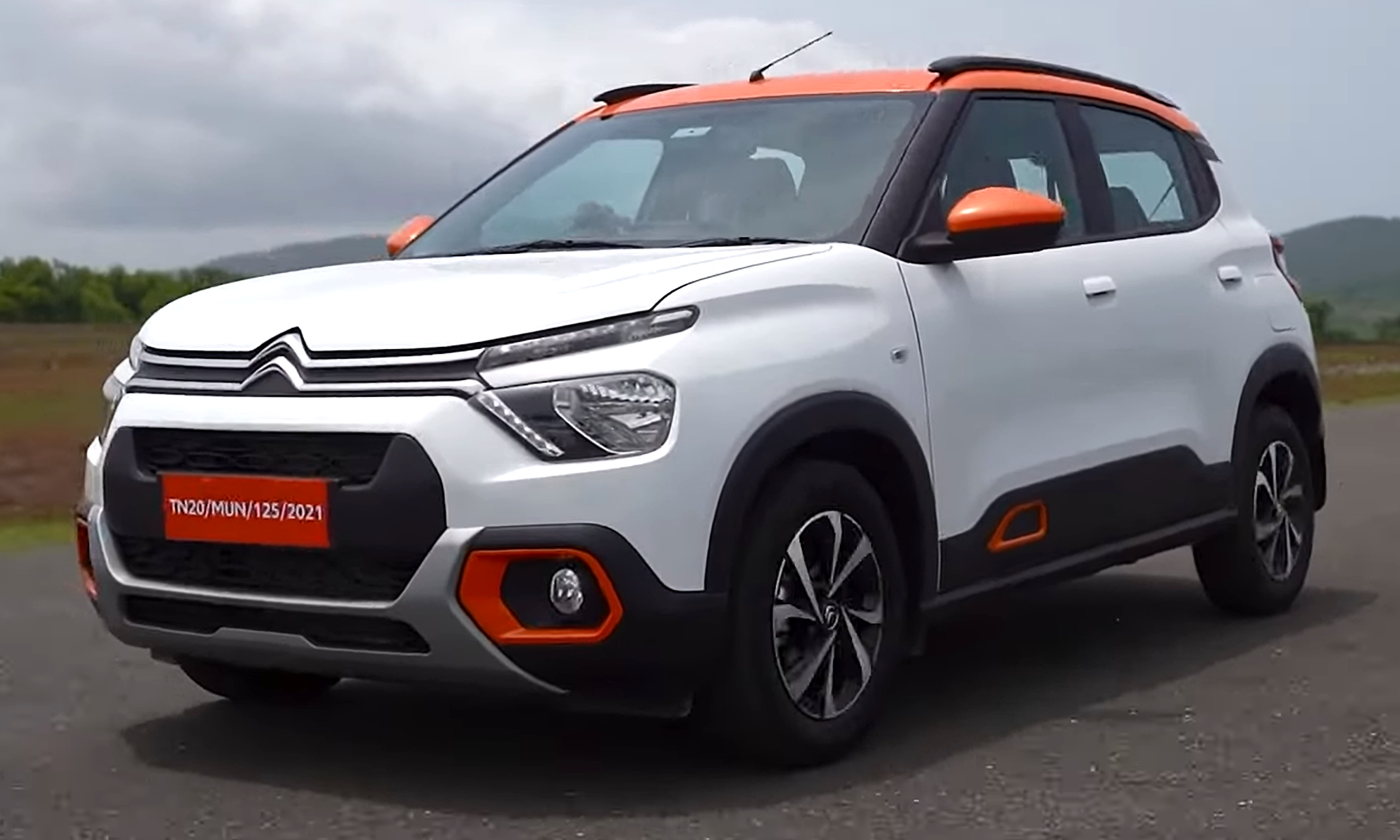
Citroën C3 (CC21)
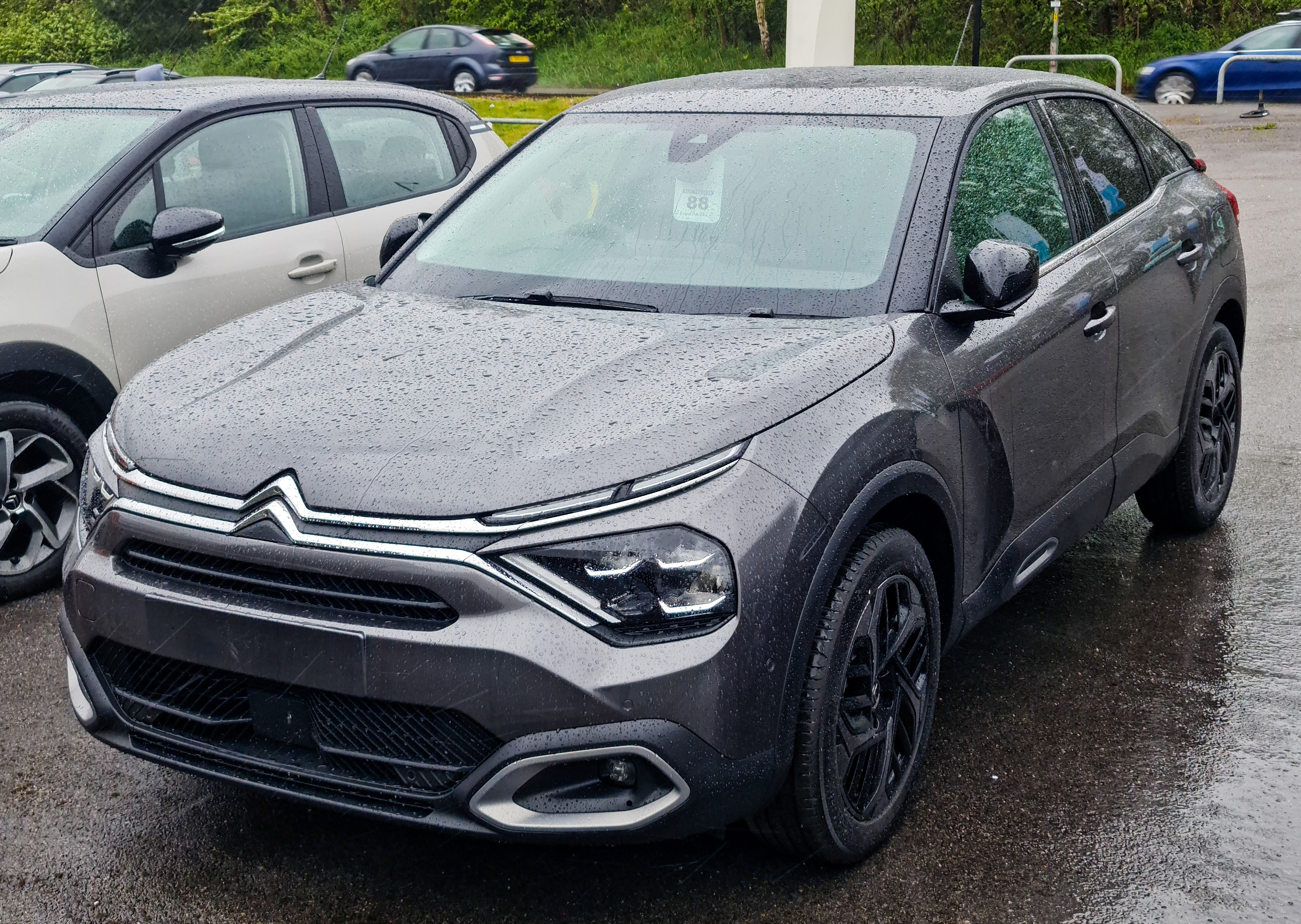
Citroën C4 III
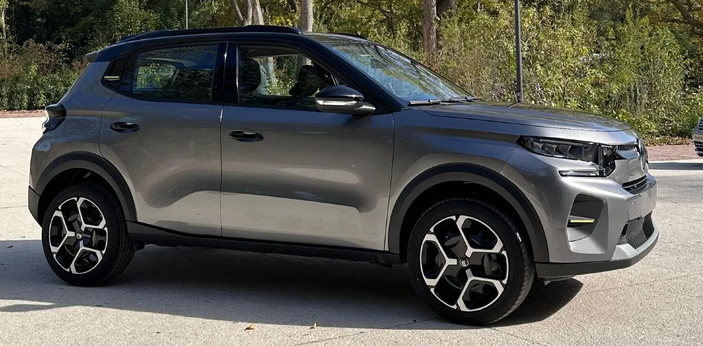
Citroën C3 IV

### STLA Small (e-CMP2)
- Fiat 600e (2023 — настоящее время)
- Jeep Avenger EV (2023 — настоящее время)[23]
- Abarth 600e (2024 — настоящее время)
- Alfa Romeo Junior (2024 — настоящее время)
- Lancia Ypsilon (2024 — настоящее время)

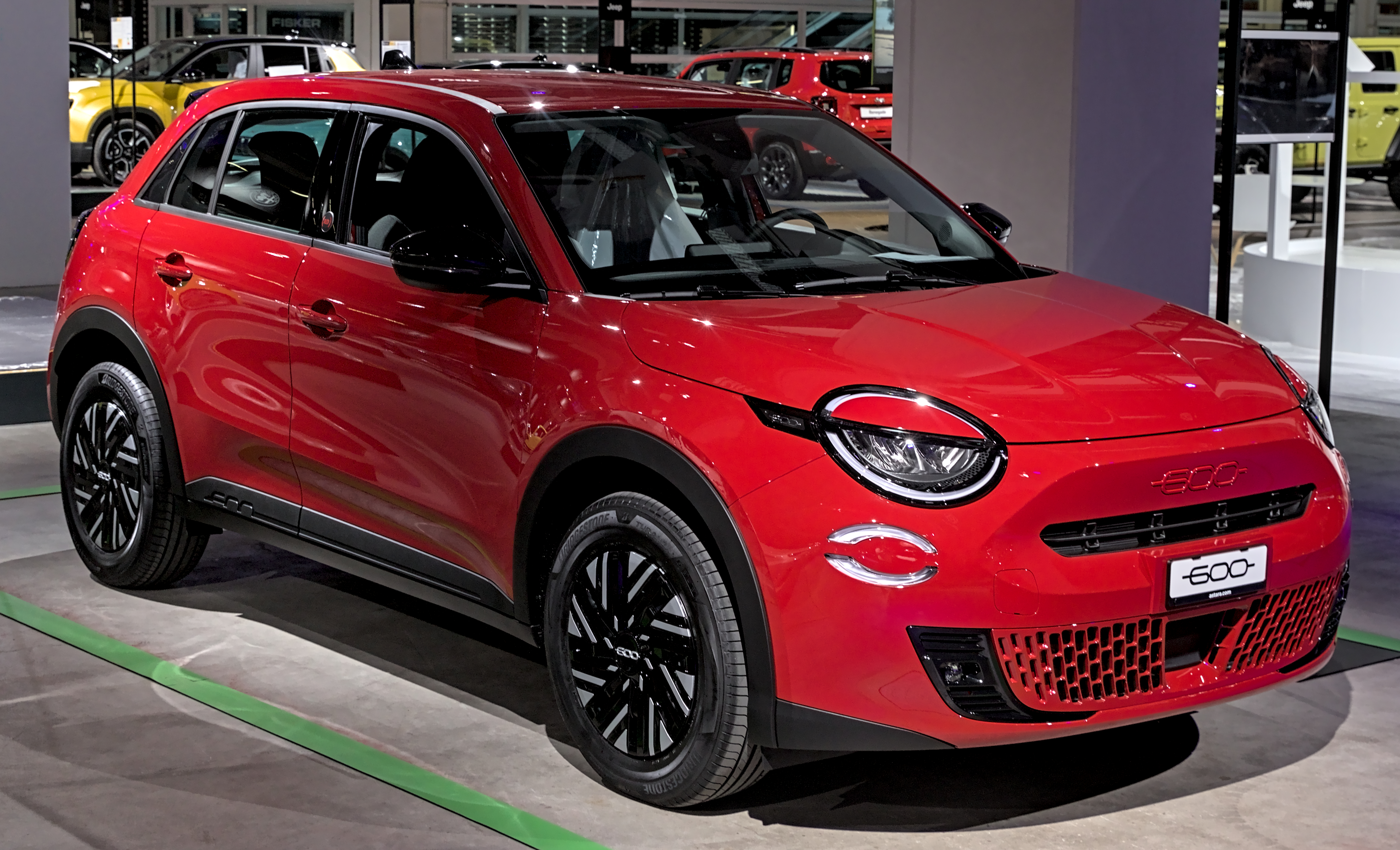
Fiat 600e
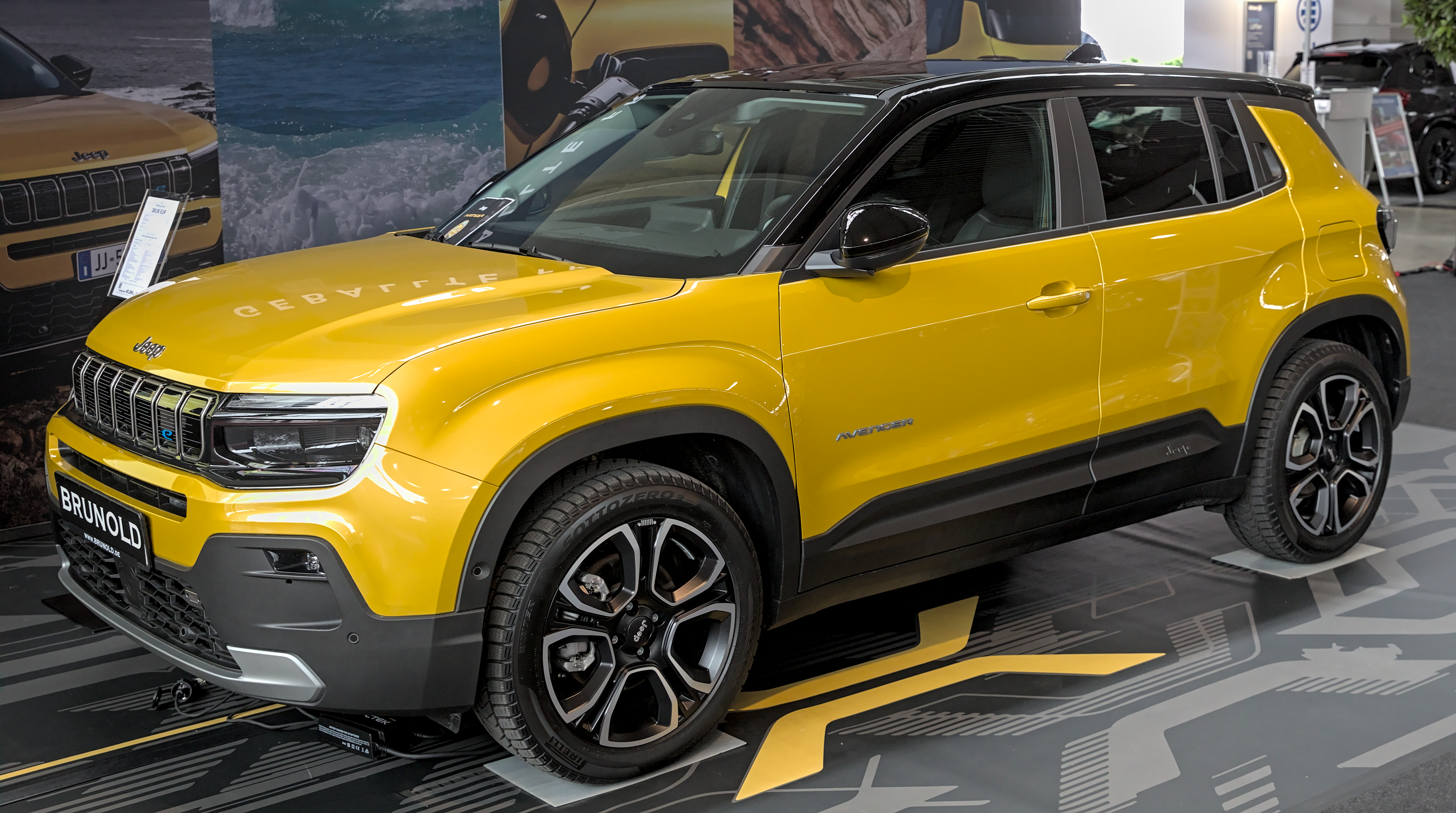
Jeep Avenger